# Will Borgen
William "Will" Borgen, född 19 december 1996, är en amerikansk professionell ishockeyback spelar för Seattle Kraken i NHL.
Han har tidigare spelat på NHL-nivå för Buffalo Sabres och på lägre nivåer för Rochester Americans i American Hockey League (AHL), St. Cloud State Huskies (St. Cloud State University) i National Collegiate Athletic Association (NCAA) och Omaha Lancers i United States Hockey League (USHL).
Borgen draftades av Buffalo Sabres i fjärde rundan i 2015 års draft som 92:a spelare totalt.

## Statistik
| 2012–2013   | Moorhead Spuds          |             | 24  | 3 | 16 | 19 | 22  | 3 | 0 | 1 | 1 | 0 |
| 2013–2014   | Moorhead Spuds          |             | 24  | 6 | 10 | 16 | 35  | 3 | 2 | 3 | 5 | 2 |
|             | Great Plains            |             | 13  | 4 | 3  | 7  | 8   | 2 | 0 | 1 | 1 | 2 |
| 2014–2015   | Moorhead Spuds          |             | 24  | 5 | 21 | 26 | 64  | 3 | 1 | 1 | 2 | 6 |
|             | Great Plains            |             | 17  | 1 | 6  | 7  | 41  | 3 | 0 | 2 | 2 | 2 |
|             | Omaha Lancers           | USHL        | 18  | 1 | 5  | 6  | 0   | 3 | 0 | 0 | 0 | 0 |
| 2015–2016   | St. Cloud State Huskies | NCAA        | 37  | 1 | 13 | 14 | 36  | — | — | — | — | — |
| 2016–2017   | St. Cloud State Huskies | NCAA        | 33  | 2 | 10 | 12 | 60  | — | — | — | — | — |
| 2017–2018   | St. Cloud State Huskies | NCAA        | 36  | 2 | 13 | 15 | 68  | — | — | — | — | — |
|             | Rochester Americans     | AHL         | 8   | 0 | 0  | 0  | 0   | — | — | — | — | — |
| 2018–2019   | Buffalo Sabres          | NHL         | 1   | 0 | 0  | 0  | 0   | — | — | — | — | — |
|             | Rochester Americans     | AHL         | 66  | 2 | 10 | 12 | 50  | — | — | — | — | — |
| NHL totalt  | NHL totalt              | NHL totalt  | 1   | 0 | 0  | 0  | 0   | — | — | — | — | — |
| AHL totalt  | AHL totalt              | AHL totalt  | 74  | 2 | 10 | 12 | 50  | — | — | — | — | — |
| NCAA totalt | NCAA totalt             | NCAA totalt | 106 | 5 | 36 | 41 | 164 | — | — | — | — | — |

### Internationellt
| Källa: Uppdaterad: 2019-03-27 | Källa: Uppdaterad: 2019-03-27 | Källa: Uppdaterad: 2019-03-27 |         | Utv = Utvisningsminuter | Utv = Utvisningsminuter | Utv = Utvisningsminuter | Utv = Utvisningsminuter | Utv = Utvisningsminuter |
| År                            | Lag                           | Mästerskap                    | Matcher | Mål                     | Assists                 | Poäng                   | Utv                     |                         |
| ----------------------------- | ----------------------------- | ----------------------------- | ------- | ----------------------- | ----------------------- | ----------------------- | ----------------------- | ----------------------- |
| 2016                          | USA                           | JVM                           | 7       | 0                       | 3                       | 3                       | 2                       |                         |
| 2018                          | USA                           | OS                            | —       | —                       | —                       | —                       | —                       |                         |
| Junior totalt                 | Junior totalt                 | Junior totalt                 | 7       | 0                       | 3                       | 3                       | 2                       |                         |
| Senior totalt                 | Senior totalt                 | Senior totalt                 | —       | —                       | —                       | —                       | —                       |                         |